# بیس (سیکلواکتادی‌ان) نیکل (۰)
بیس(سیکلواکتادی‌ان)نیکل(۰) (به انگلیسی: Bis(cyclooctadiene)nickel(0)) با فرمول شیمیایی C۱۶H۲۴Ni یک ترکیب شیمیایی است. که جرم مولی آن ۲۷۵٫۰۶ g/mol می‌باشد. شکل ظاهری این ترکیب، جامد زرد است.